# Liste des sénateurs belges (législature 1991-1995)
Pour les articles homonymes, voir Liste des sénateurs belges.
Liste des sénateurs pour la législature 1991-95 en Belgique, à la suite des élections législatives  par ordre alphabétique.

## Bureau

### Président
- Frank Swaelen (CVP)

## Membres

### Sénateurs de droit (1)
- Prince Albert de Belgique remplacé 21.6.1994 par le prince Philippe

### élus (106)
1. Georges Anthuenis (arr. Termonde/Saint-Nicolas)
2. Laurens Appeltans (arr.Hasselt-Tongres-Maaseik)
3. Alex Arts (arr.Hasselt-Tongres-Maaseik)
4. Charles Aubecq (arr.Nivelles)
5. Marcel Bartholomeeussen (arr. Anvers)
6. Jean Barzin (arr.Namur-Dinant-Philippeville)
7. André Baudson (arr.Charleroi-Thuin)
8. Robert Belot (arr. Namur/Dinant-Philippeville)
9. comte Pol Boël (arr.Mons-Soignies)
10. René Borremans (arr.Charleroi-Thuin)
11. Roger Bosman (arr.Malines-Turnhout)
12. Jacky Buchmann, 3e vice-président (arr.Anvers)
13. Michel Capoen (arr.Courtrai-Ypres)
14. Georges Cardoen, secrétaire (arr.Bruxelles)
15. Robert Collignon (arr.Huy-Waremme)
16. Mme Simonne Creyf (arr.Bruxelles)
17. Michel Daerden (arr.Liège)
18. Amand Dalem (arr.Namur-Dinant-Philippeville) remplacé 02.08.1994 par Achille Debrus
19. José Daras (arr.Liège)
20. Alex De Boeck (arr.Bruxelles)
21. Herman De Croo (arr.Audenarde-Alost)
22. chevalier François-Xavier de Donnea (arr.Bruxelles)
23. Jos De Meyer (arr. Termonde-Saint-Nicolas)
24. Paul Deprez (arr.Courtrai-Ypres)
25. Johan De Roo (arr.Gand-Eeklo)
26. Yves de Seny (arr. Huy-Waremme)
27. Jos De Seranno, questeur (arr. Malines-Turnhout)
28. Georges Désir (arr.Bruxelles)
29. Leona Detiège (arr. Anvers)
30. Elie Deworme (arrts du Luxembourg)
31. Roger De Wulf (arr.Bruxelles)
32. Maurice Didden (arr. Hasselt-Tongres-Maaseik)
33. Ludo Dierickx (arr.Anvers)
34. Elio Di Rupo (arr.Mons-Soignies)
35. Germain Dufour (arr.Liège)
36. Jan Eeman (arr. Audenarde-Alost)
37. Gaston Geens (arr.Louvain)
38. Mme Maria Gijsbrechts-Horckmans (arr. Malines-Turnhout)
39. Willy Goossens (arr.Anvers)
40. André Grosjean (arr.Verviers)
41. François Guillaume, questeur (àpd. 26.3.1992) (arr.Bruxelles)
42. Mme Cécile Harnie (arr. Bruxelles)
43. Hervé Hasquin (arr. Bruxelles)
44. Roger Henneuse (arr. Tournai-Ath-Mouscron)
45. Edgard Hismans (arr.Mons-Soignies) renonce le 15.7.94 remplacé 20.7.1994 par Freddy Deghilage
46. Gustave Hofman,1er vice-président (arr.Liège)
47. Joseph Houssa, secrétaire (arr.Verviers)
48. Theo Kelchtermans (arr.Hasselt-Tongres-Maaseik)
49. Roger Lallemand (arr.Bruxelles)
50. Jacques Laverge (arr.Courtrai-Ypres)
51. Jan P. Leclercq (arr.Bruges)
52. Jacques Lefevre (arr.Mons-Soignies)
53. Jan Lenssens (arr.Termonde-Saint-Nicolas)
54. Jacques Liesenborghs (arr.Nivelles)
55. Guy Lutgen (arrts du Luxembourg)
56. Michiel Maertens (arr.Furnes-Dixmude-Ostende)
57. Philippe Mahoux (arr.Namur-Dinant-Philippeville)
58. Marceau Mairesse (arr.Charleroi-Thuin)
59. Jacky Marchal (arr. Nivelles)
60. Luc Martens (arr. Roulers-Tielt)
61. Wilfried Martens (arr.Bruxelles) remplacé 20.7.94 par Herman Van Rompuy
62. Guy Mathot (arr. Liège)
63. Mme Lydia Maximus (arr. Malines-Turnhout)
64. Mme Jacqueline Mayence-Goossens (arr. Charleroi-Thuin)
65. Guy Maystadt[1] (arr. Charleroi-Thuin)
66. Jan Meesters (arr.Charleroi-Thuin)
67. Guy Moens (arr. Hasselt-Tongres-Maaseik)
68. Philippe Monfils (arr.Liège)
69. Ludo Monset (arr.Bruges)
70. Gilbert Pede (arr.Gand-Eeklo)
71. Walter Peeters (arr. Anvers)
72. Eric Pinoie (arr.Courtrai-Ypres)
73. Édouard Poullet (arr. Bruxelles)
74. Roeland Raes (arr.Gand-Eeklo)
75. Hugo Schiltz (arr. Anvers)
76. Willy Seeuws, 2e vice-président (àpd.26.3.1992) (arr.Gand-Eeklo)
77. Jean-Paul Snappe (arr. Tournai-Ath-Mouscron)
78. Guy Spitaels (arr.Tournai-Ath-Mouscron)
79. Herman Suykerbuyk (arr.Anvers)
80. Frank Swaelen, président (arr. Anvers)
81. René Swinnen (arr.Louvain)
82. Willy Taminiaux, questeur (jusque 26.3.1992) (arr. Mons-Soignies)
83. Jef Tavernier (arr. Gand-Eeklo)
84. Jacques Timmermans (arr.Audenarde-Alost)
85. Louis Tobback[2] (arr.Louvain)
86. Mme Maria Tyberghien-Vandenbussche, secrétaire (arr.Furnes-Dixmude-Ostende)
87. Jef Ulburghs (arr. Hasselt-Tongres-Maaseik)
88. Jean-François Vaes (arr. Bruxelles)
89. Jef Valkeniers (arr. Bruxelles)
90. Arnold Van Aperen (arr.Malines-Turnhout)
91. Luc Van den Brande (arr.Malines-Turnhout)
92. Jacques Vandenhaute (arr. Bruxelles)
93. Eloi Vandersmissen (arr. Hasselt-Tongres-Maaseik) remplacé en 1993 par Mme Jeannine Leduc
94. Bob Van Hooland (arr.Gand-Eeklo)
95. Robert Vanlerberghe (arr.Roulers-Tielt)
96. Robert Van Rompaey (arr.Malines-Turnhout)
97. Roeland Van Walleghem (arr.Bruxelles)
98. Hubert Van Wambeke (arr.Audenarde-Alost)
99. Ivan Verleyen (arr. Termonde-Saint-Nicolas) (au 20.10.1994) remplacé 24.10.1994 par Alfons Boesmans
100. Mandus Verlinden (arr.Louvain)
101. Ghislain Vermassen (arr.Hasselt-Tongres-Maaseik)
102. Francis Vermeiren, secrétaire (arr.Bruxelles)
103. Wim Verreycken (arr.Anvers)
104. Johan Weyts (arr.Bruges)
105. Roger Wierinckx (arr.Louvain)
106. Pierre Wintgens (arr.Verviers)

### provinciaux (52)

#### Province d'Anvers
1. Isidoor Buelens (VB)
2. Jo Cuyvers (AGALEV)
3. Aloïs De Backer (PVV)
4. Paul Hermans (CVP) (jusque 09-12-1993) remplacé 3.02.1994 par Leo Cannaerts
5. Mme Francy Van der Wildt (SP)
6. Hugo Van Rompaey (CVP)
7. Mme Suzy Verhoeven-Vandenberghe (CVP)
8. Karel Verschueren (SP)

#### Province de Brabant
1. Mme Greet Buyle (AGALEV)
2. Étienne Cerexhe (PSC) (jusque 13.12.1993) remplacé 10.02.1994 par Michel Coenraets
3. Claude Desmedt (FDF)
4. Achiel Diegenant (CVP)
5. Robert Garcia (SP)
6. Paul Hatry (PRL)
7. Pierre Jonckheer (ECOLO)
8. Serge Moureaux (PS)
9. Yvan Ottenbourgh (CVP)
10. Paul Vandermeulen (PVV)
11. Eric van Weddingen (PRL)

#### Province de Flandre-Orientale
1. Etienne Cooreman (nl) (CVP)
2. Crucke
3. Herman De Loor, questeur (SP)
4. Mme Nelly Maes (VU)
5. Leonard Quintelier (CVP)
6. Ignace Van Belle (PVV)
7. Frans Verberckmoes (PVV) (jusque 4.7.94) remplacé 20.07.1994 par Karel De Gucht

#### Province de Flandre-Occidentale
1. Manu Desutter (CVP)
2. Ferdinand Ghesquière (CVP)
3. Martial Lahaye (PVV)
4. Jan Loones (VU)
5. André Vanhaverbeke (CVP)

#### Province de Hainaut
1. Arnaud Decléty (PRL)
2. Maurice Gevenois (PS)
3. Pierre Lenfant (PSC)
4. Jacky Leroy (PS)
5. Mme Denise Nélis (ECOLO) départ 30.11.93; remplacée  10.2.1994 par Jean Baise
6. Nestor-Hubert Pécriaux, secrétaire (àpd. 26.3.1992) (PS)

#### Province de Liège
1. Mme Pierrette Cahay-André (PSC)
2. Mme Martine Dardenne (ECOLO)
3. Michel Dighneef (PS)
4. Georges Flagothier, questeur (PSC)
5. Michel Foret (PRL)
6. Henri Mouton, secrétaire jusque 26.3.1992, ensuite 1er vice-président (PS)

#### Province de Limbourg
1. Georges Beerden (CVP)
2. André Kenzeler (SP)
3. Firmin Steenbergen (SP) renonce le 16.1.94 remplacé 10.2.1994 par Jos Truyen
4. Mme Marylou Van den Poel-Welkenhuyzen (PVV)

#### Province de Luxembourg
1. Jean Bock, questeur (PRL)
2. Guy Larcier (PS)

#### Province de Namur
1. André Bouchat (PSC)
2. Jean-Marie Evrard (PSC)
3. Jean-Baptiste Poulain (PS)
4. Mme Christine Cornet d'Elzius (PRL)

### cooptés (26)
1. Maurice Bayenet (renonce le 1.02.1994) remplacé 10.2.1994 par Alberto Borin
2. Paul-Joseph Benker
3. Charles Bougard
4. Paul De Grauwe
5. Mme Andrée Delcourt-Pêtre
6. Ludo Delcroix[3]
7. Denis D'hondt
8. Fred Erdman, 2e vice-président (jusque 26.3.1992)
9. Alfred Evers
10. Robert Gijs
11. Leo Goovaerts
12. Jean-Marie Happart
13. Mme Jacqueline Herzet
14. Robert Hotyat
15. Lambert Kelchtermans
16. Willy Kuijpers
17. Mme Lisette Lieten-Croes
18. Frans Lozie
19. Pierre Scharff
20. Maxime Stroobant
21. Mme Riet Van Cleuvenbergen
22. Jean-Paul Vancrombruggen
23. Hugo Vandenberghe
24. Herman Van Rompuy (jusque 20.7.94) remplacé 2.08.94 par Jan Van Erps
25. Herman Van Thillo
26. Herman Verwilst renonce en 1993; remplacé par Erik Matthijs

- Paul Pataer remplaçant en 1993